# Paracanthomysis kurilensis
Paracanthomysis kurilensis är en kräftdjursart som beskrevs av Ii 1936. Paracanthomysis kurilensis ingår i släktet Paracanthomysis och familjen Mysidae. Inga underarter finns listade i Catalogue of Life.